# Сан-Мауро-Пасколі
Сан-Мауро-Пасколі (італ. San Mauro Pascoli) — муніципалітет в Італії, у регіоні Емілія-Романья,  провінція Форлі-Чезена.
Сан-Мауро-Пасколі розташований на відстані близько 250 км на північ від Рима, 100 км на південний схід від Болоньї, 33 км на південний схід від Форлі.

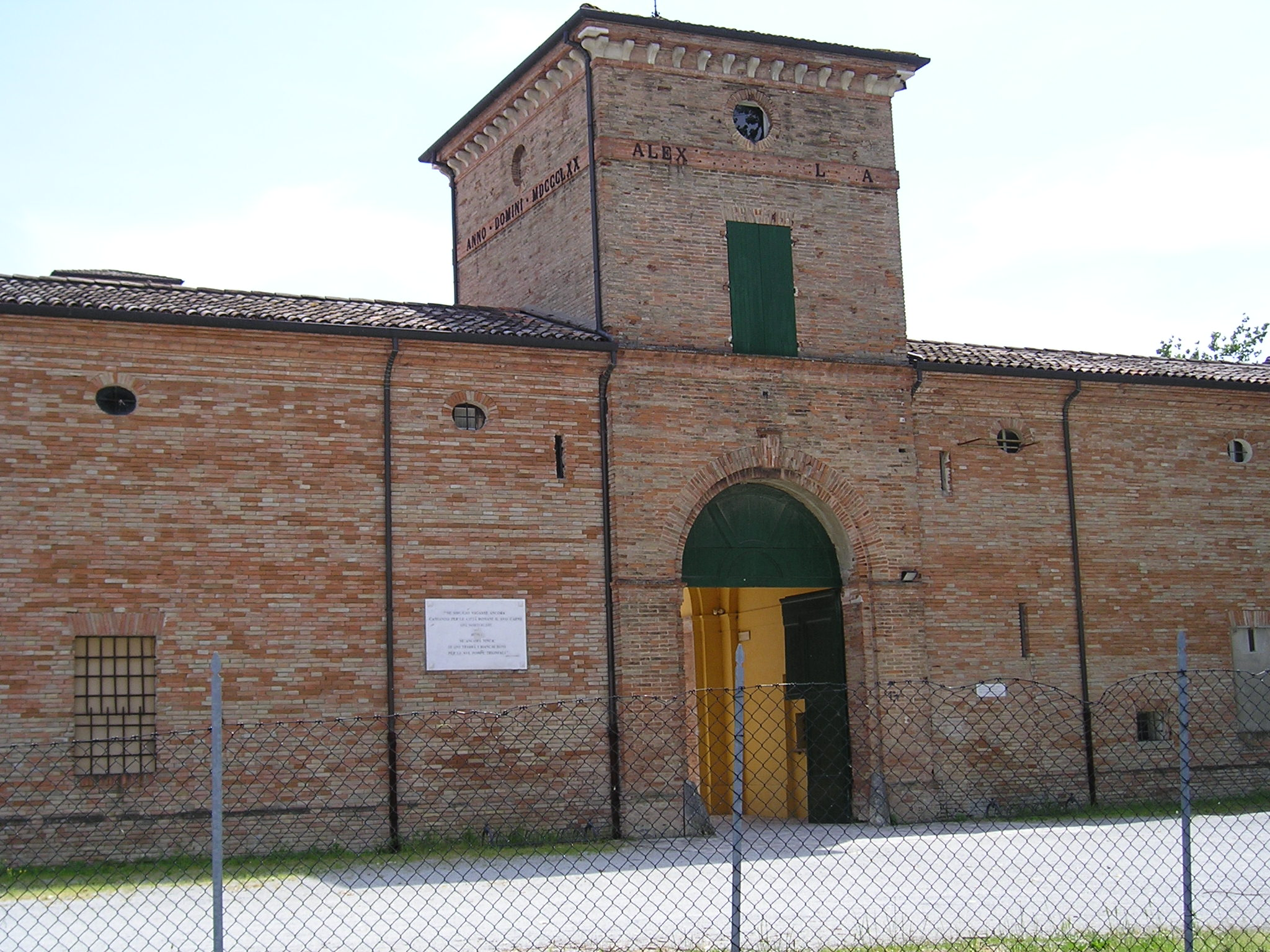

Населення — 11 587 осіб (2014). Щорічне свято покровителя комуни святого Криспіна відбувається 25 жовтня. 

## Демографія
Населення за роками:

Станом на 1 січня 2023 року в муніципалітеті офіційно проживали 1532 іноземці з 56 країн, серед них 188 громадян країн Євросоюзу та 62 громадяни України.

## Уродженці
- Джино Стаккіні (*1938) — італійський футболіст, півзахисник, нападник, нападник, згодом — футбольний тренер.

## Сусідні муніципалітети
- Белларія-Іджеа-Марина
- Ріміні
- Сантарканджело-ді-Романья
- Савіньяно-суль-Рубіконе